# Георги Попов (каратист)
 Тази статия е за каратиста.  За други личности с това име вижте пояснителната страница.  
Георги Димитров Попов е български каратист, VI дан карате шинкиокушинкай, шихан. Технически директор на „Федерация Българско Карате Шинкиокушинкай“ и старши треньор на българския национален отбор.
Роден е на 28 януари 1957 година в Пазарджик. Един от първите български състезатели с успехи на международното татами. От 1996 г. е старши треньор на българския национален отбор. Най-успешният треньор в историята на българското карате. Негови възпитаници са 3–кратният световен и 20–кратен европейски шампион Шихан Валери Димитров, 5–кратният европейски шампион Димитър Попов и европейската шампионка сенсей Елена Башкехайова.
Шихан Попов е председател и старши инструктор на най-големия клуб по Карате-Киокушин в България, Армейски спортен карате клуб Тракия, Пловдив.